# Damenstift Geseke

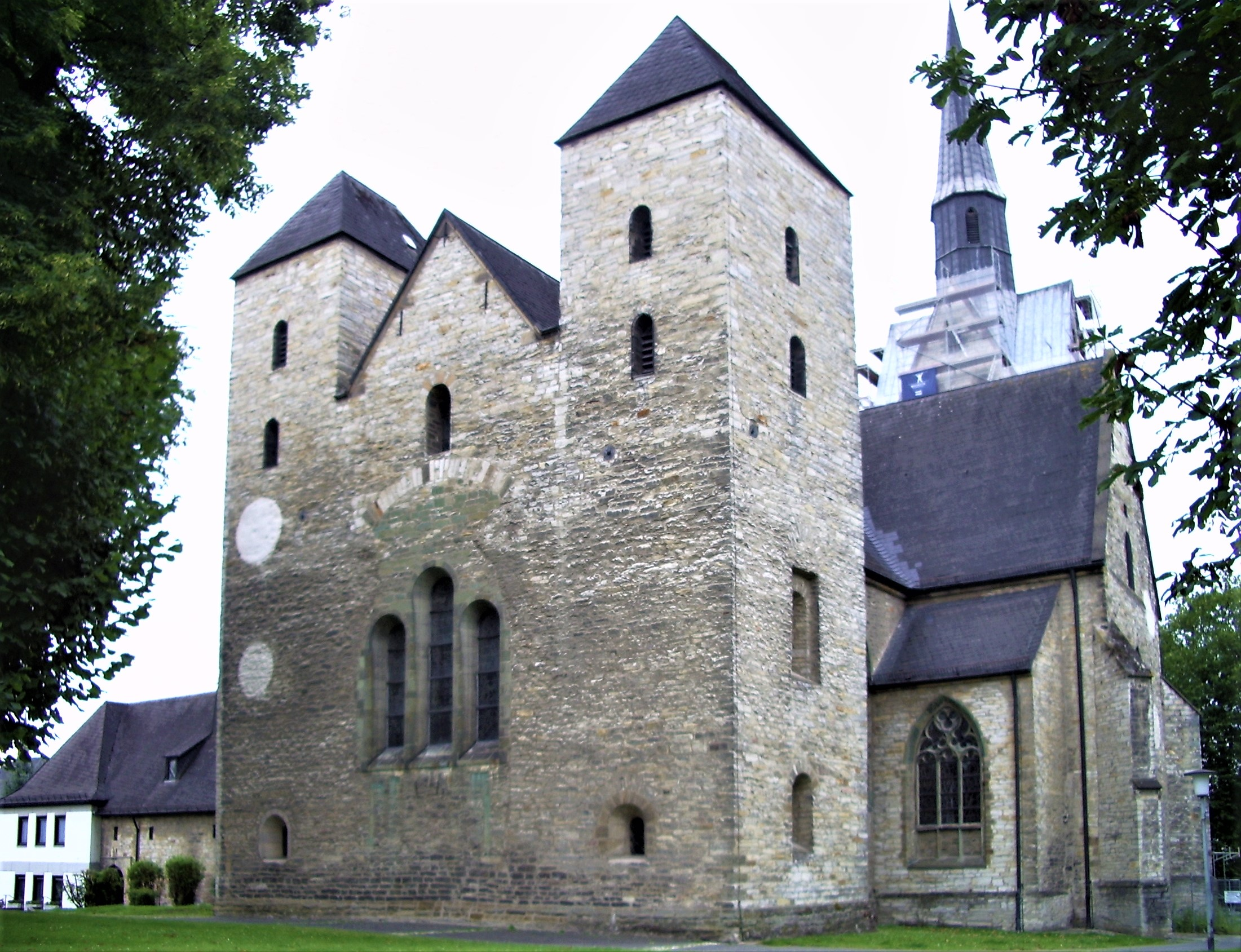
Die Stiftskirche

Beim Damenstift in Geseke handelte es sich um eine durch einen sächsischen Grafen vorgenommene Gründung des 10. Jahrhunderts. Seine Hauptaufgabe bestand in der Wahrnehmung kirchlicher Pflichten. Auf Dauer diente das Stift vor allem der Versorgung unverheirateter adliger Frauen. 1823 wurde das Damenstift aufgehoben. Die Stiftskirche St. Cyriakus wurde damals wie heute als Pfarrkirche in Geseke genutzt und liegt im Pastoralverbund Geseke-Stadt des Dekanates Lippstadt-Rüthen im Erzbistum Paderborn. 

## Geschichte und Entwicklung
Im Jahr 946 gründete Graf Haold mit seinen Geschwistern Brun, Friedrich und Wichburg (Wichburga) in Geseke ein Kanonissenstift. Wichburga wurde die erste Äbtissin und der Graf der erste Vogt. 952 bestätigte König Otto I. die Stiftung, verlieh ihr die Immunität und gab ihr das Privileg der freien Äbtissinnenwahl. König Otto III. erneuerte 986 diese Bestimmungen. Im Jahr 1014 verzichtete die Äbtissin Hildegund auf den Status eines reichsunmittelbaren Stiftes und stellte sich unter den Schutz des Kölner Erzbischofs. Dieser setzte von nun an einen eigenen Vogt ein. Erbliche Untervögte waren zeitweise die Herren von Erwitte.
Die Familie des Grafen Haold stattete das Stift mit verschiedenen Gütern aus und übertrug ihm die Martinskapelle. Später zählten die sächsischen Könige und die Kölner Erzbischöfe zu den wichtigsten Wohltätern. So schenkte zum Beispiel Erzbischof Anno II. dem Stift die Petrikirche in Geseke mit ihrem gesamten Vermögen. Sein Nachfolger Erzbischof Hildolf bestätigte 1077 diese Übertragung. Um 1400 bestand der Besitz aus 29 „curiae“ (Haupthöfen), 150 abhängigen Mansen und 3 Mühlen. Daneben besaß das Stift etwa seit 965 die Reliquien des Heiligen Cyriacus.
Zu ihren wichtigsten Aufgaben zählten die Stiftsdamen kirchliche Dienste, wie Messfeiern, Prozessionen und Totengedächtnisse, vor allem aber den Chordienst. An hohen Kirchenfesten nahmen sie Armenspenden vor. Die Seelsorge war eine wichtige Aufgabe der Kanonikate, die dem Stift angeschlossen waren. Mindestens seit 1354 gab es eine von ihnen geleitete Jungenschule. 1608 begann der Bau eines eigenen Schulgebäudes, der so genannten Stiftsschule. Zu Anfang des 18. Jahrhunderts gab es zeitweise zusätzlich noch zwei Mädchenschulen. 
Gegen Ende des Mittelalters ließ der Eifer für das gemeinschaftliche Leben deutlich nach. Das Stift entwickelte sich zu einer Versorgungsanstalt adliger unverheirateter Frauen. Während der Reformationszeit konvertierten einige Stiftsdamen zum Protestantismus. In dieser Zeit kam es auch zu Einbußen des Stiftsvermögens, die sich nie mehr ganz ausgleichen ließen und in der Folgezeit immer wieder zu finanziellen Engpässen führten. 
Die neuen hessischen Landesherren wollten das Stift nach 1803 als Versorgungsanstalt unverheirateter junger Frauen erhalten, allerdings ohne Ansehen der Konfession und des Standes. Nach der preußischen Übernahme des Landes sollten aus den Stiftseinkünften unverheiratete, bedürftige Töchter verdienter Beamter versorgt werden. Die Stiftsverwaltung wurde in die Hände der Regierung in Arnsberg gelegt. 1823 verhinderte diese nach dem Tod der letzten Äbtissin, Bernhardina Sophia von Plettenberg-Lenhausen, die Wahl einer neuen Äbtissin. Hierdurch wurde das Stift faktisch aufgehoben. Das Stiftsvermögen blieb fortbestehen, wurde bis 1943 im „Überschuß- und Pensionsfonds Geseke-Keppel“ weiter verwaltet, und lebt bis heute unter dem Namen „Geseker Stiftsfonds“ fort. Die Kanonikate blieben von dieser Entwicklung unberührt.

## Zusammensetzung des Konvents
In den Quellen wird das Damenstift zum Beispiel „ecclesia gesici“ (986) oder „ecclesia seu congregatio“ (1014) genannt. Leiterin war eine Äbtissin. Daneben gab es eine Pröpstin, Dechantin, Scholasterin, Schatzmeisterin, Cellerarin, Kämmerei-Jungfer, Psalmenleserin und eine Memorienjungfer. Außerdem gehörten zum Stift Kanoniker unter Leitung eines „senior canonicus“. Daneben wird ein „Kuratus“ (der älteste Kanoniker) erwähnt. Die Betreuung der Schüler übernahm ein „canonicus scholasticus“. In seiner Funktion als Schulleiter wurde er „rector scolarum“ genannt.
Die Stiftsdamen stammten überwiegend aus adligen und edelfreien Familien. Im Gegensatz dazu waren die Kanoniker häufig auch bürgerlicher Herkunft. Vorgesehen war das Stift für 29 Jungfrauen. 1612 und 1652 wurde diese Zahl mit 24 beziehungsweise 25 fast erreicht. Die Zahl der Kanoniker betrug drei und ab 1775 vier Priester. Hinzu kamen 2 Kapläne sowie 2 Diakone.

## Archiv und Bibliothek
Das umfangreiche Archiv wurde sorgfältig geführt. Bei der Säkularisation 1823 wurden die Archivalien über verschiedene Archive verstreut. Die meisten Archivalien befinden sich im Staatsarchiv Münster. Ein Teil der Bibliothek (knapp 200 Bücher) gelangte in die Erzbischöfliche Akademische Bibliothek Paderborn.

## Liste der Äbtissinnen
| - 952/984 Wichburga - 986/1014 Wigswid - 1014/1024 Hildegund - 1056/1077 Hathwig - 1145/1147 Judith von Northeim - 1238/1285 Agnes von Störmede - 1285/1298 Jutta von Helfenberg - 1301/1336 Dedala von Büren - 1337/1352 Kunigunde von Rheda - 1352/1364 Adelheid von Gudensberg - 1364/1400 Katharina von Hoerde - 1418/1433 Anna von Schorlemer - 1434/1458 Frederune Dobbers - 1460/1462 Beatrix von Hövel - 1480/1488 Bilia von Hoerde | - 1504/1509 Margaretha von Schade - 1511/1521 Gertrud von Büren - 1523/1556 Ursula von Brenken - 1559/1561 Cordula von Fürstenberg - 1564/1569 Cornelia (Clara) von Meschede - 1573/1606 Anna von Hoerde - 1606–1613 Maria von Imbsen - 1613–1631 Agnes von Schorlemer - 1631–1657 Anna Katharina von Oeynhausen - 1657–1676 Gertrud Elisabeth von Möllenbeck - 1687–1703 Helene von der Lippe - 1703–1756 Anna Luberta von Calenberg - 1757–1763 Lucia von Wolff-Metternich - 1763–1774 Ludowine von Haxthausen - 1774–1799 Anna von Siegen - 1799–1823 Bernhardina Sophia von Plettenberg |